# ヘブライ語のティベリア式発音

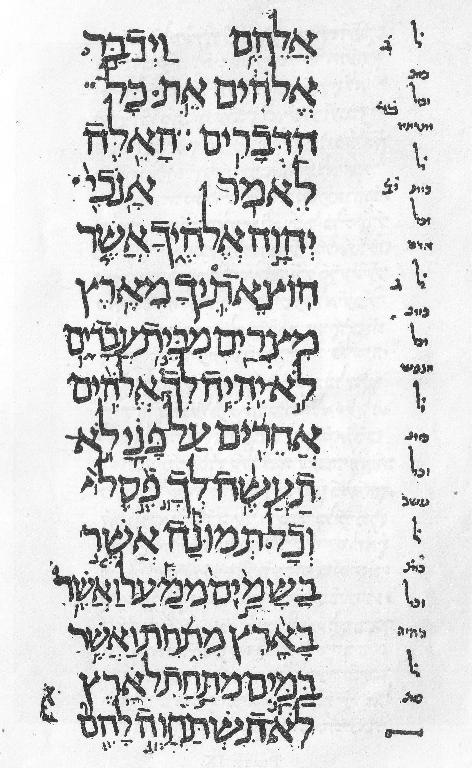
ティベリア式の発音記号が付加された旧約聖書「出エジプト記　第20章第1～5節」の手稿写本

ヘブライ語のティベリア式発音（ヘブライごのティベリアしきはつおん）とは、ヘブライ語の発音方式の一つで、旧約聖書のヘブライ語の伝統的な発音方式である。もともとはイスラエルの都市ティベリアのユダヤ人社会で口承により伝えられていた、聖書を朗読する際のヘブライ語の伝統的な発音方式であった。

## 概要
中世の初めに（8世紀頃）ティベリアのマソラ学者達は、子音のみで記された聖書ヘブライ語の伝統的な発音が後代に失われるのを防ぐため、子音のみのヘブライ文字からなる本文に、母音を示す符号「ニクダー」や、節回しを示す「タアメー・ハミクラー」を付加する書式を考案した。
ティベリア式発音を表記するために考案された「ニクダー」はミシュナーなどの他のヘブライ語文献でも使用され、後に様々な地域のユダヤ人社会で「ニクダー」はそれぞれの地域の伝統的な発音方式で読まれるようになった。「ニクダー」は今日、現代ヘブライ語の母音記号としても継承されている。しかし、現代ヘブライ語の「ニクダー」は、記号の形こそティベリア式のものを継承しているが、母音の発音方式自体はティベリア式発音とは異なり、セファルディムの発音方式が採用されている（詳細については“ニクダー”の項を参照）。

## ティベリア式発音の研究資料
現在ヘブライ語の文法書で説明されている発音方式は、ティベリア式の発音体系ではなく、中世フランスのラビで、聖書注解者のダヴィド・キムヒが著した文法書に記されている体系に基づいている。キムヒの体系ではティベリア式の母音記号が「短母音」と「長母音」に分類され、それぞれの母音記号には、セファルディムの発音方式に基づいた音価が定められている（母音記号「カマツ」(אָ) には2種類の音価、/a/, /o/ がある点や、シュワー (אְ) の発音は /ɛ̆/) とされている）。
そのため、ティベリア式発音の本来の音韻体系を知るには、様々な文献を収集、検討することが必要である。以下はその参考資料である。
- アレッポ写本などの旧約聖書の初期の古写本には、古い発音体系を示す記号が記入されており、当時どのように聖書ヘブライ語が発音されていたかを知る直接の証拠となっている。
- 10世紀のヘブライ語学者アーロン・ベン・モシェ・ベン・アシェルの文法書『声の書』（Sefer haQoloth）や、『読者への指南』（Horayath haQoré）などの10世紀から11世紀頃に著されたヘブライ語文法書。また、アブラハム・イブン・エズラやイェフーダー・ベン＝ダーウィード・ハイユージュなどの中世のセファルディムの文法学者による著作にある発音についての明確な説明の記述。イブン・エズラやイェフーダー・ベン＝ダーウィード・ハイユージュの著作からは、すでにティベリア式発音がその地域の発音方式に影響されている証拠が見られる。
- ティベリア式と同時代の他の発音方式、エレツ・イスラエル（イスラエルの地）式や、バビロニア式。当時、パレスチナ、ティベリア、バビロニアのユダヤ人社会では、それぞれの地域の方言を基にした発音方式を発達させていた。「エレツ・イスラエル式」、「バビロニア式」で使用された母音記号は今日では使用されていない。ティベリア式の母音記号「ニクダー」は主にヘブライ文字の「下」に表記されるが、他の2つの方式の母音記号は、ヘブライ文字の「上」に表記されているのが特徴である。
- カライ派の人々によってアラビア文字で記された旧約聖書の写本。これらの写本では、母音の表示にティベリア式の母音記号が用いられている。母音の長短の区別を表すため、アラビア文字で長母音を表す子音文字（準母音）やスクーンが記されており、ティベリア式発音の母音の長短の区別や音節構造を知ることができる。
- 口承によるヘブライ語の様々な発音方式の中でも特にイエメンのユダヤ人のヘブライ語の発音や、カライ派の発音方式。これら2つの発音方式は、ティベリア式発音と同じような古い発音の特徴をよく保持している。

## 母音
ティベリア式発音におけるヘブライ語の母音では7種類の通常長さの母音と、7種類の短い母音が区別されている。ヘブライ語の文法用語では、通常の長さの母音は「完全母音」（ヘブライ語：תנועות מלאות, [tĕnuˈʕoθ mĕleˈʔoθ ]）、短い母音は「誘拐された母音」（ヘブライ語：תנועות חטופות, [tĕnuˈʕoθ ħătˤuˈfoθ ]）と呼ばれる。

### 完全母音
完全母音はすべて、1つの固有の記号により表されるが、/u/ を表す記号のみ2種類がある。注意すべき点は、これらはすべて別々の母音を表しており、発音される長さの区別はなく、すべて同じ長さで発音されていたということである。
| IPA での音価 | 記号の形 | 記号の名称 （ヘブライ語）        | 備考 |
| ------------ | -------- | -------------------------------- | --- |
| [ɑ]          | בָ        | קָמָץ（カマツ）                    | 手書きの写本でのカマツの形には、ヘブライ文字の下の水平線と、さらにその下の点から成るものがある。名称の由来は、この母音を発音する際に両唇を「窄める」（ヘブライ語：קָמַץ, [qɑmasˤ]）ところから。 |
| [a]          | בַ        | פַּתָּח（パタフ）                    | 名称の由来は、この母音を発音する際に両唇を「開く」（ヘブライ語：פָּתַח, [pɑθ aħ]）ところから。                                                                                                   |
| [e]          | בֵ        | צֵירֵי または צֵירֶה（ツェーレー）   | |
| [ɛ]          | בֶ        | סֶגוֹל（セゴール）                 | 「セゴール」とはもともと「ブドウの房」のことで、記号の形からこの名称が付いた。 |
| [i]          | בִ        | חִירִיק（ヒリック）                | ヒリックの後にヘブライ文字「ヨッド」が母音補助記号として続く「ヒリック・マレー」もあるが、両者に音韻上の違いはない。                                                                          |
| [o]          | בֹ        | חוֹלָם（ホラム）                   | ホラムの後にヘブライ文字「ヴァヴ」が母音補助記号として続け「ホラム・マレー」のあるが、両者に音韻上の違いはない。また、手書きの写本では常に文字の左上に記入された。                            |
| [u]          | בֻ וּ      | קֻבּוּץ（クブツ） שׁוּרוּק（シュルク） | 「クブツ」と「シュルク」に音韻上の違いはない。ヘブライ語の本文の綴りに子音文字の「ヴァヴ」が準母音記号として記されている場合には「シュルク」が、それ以外では「クブツ」が使用された。          |

- 注：「記号の形」の欄でのヘブライ文字は、すべて "ב"で表しているが、「シュルク」は「ヴァヴ」と組み合わされた記号のため、そのまま表示している。

### 誘拐された母音
「誘拐された母音」とは、上に挙げた「完全母音」のそれぞれと対を成す、短く発音される7種類の母音である。
すべての種類の「誘拐された母音」が記号化されているわけではない。これは、「誘拐された母音」のそれぞれの音価の区別があいまいで、どの「誘拐された母音」を発音するのか、厳密に記号化するほど重要ではなかったからだと思われる。
「誘拐された母音」の記号としては通常「シュワー」が使用されるか、「シュワー」の隣に他の母音記号を組み合わせて表記される。これらの記号は普通、喉音を表す文字の下に記されるが、喉音以外の字母に記されている例も少なくない。
例：הַגֳּרָנוֹת（『ヨエル書』 第2章第24節）・אֶשְׁפֲּטֶךָ（『エゼキエル書』第35章第11節）
| IPAでの音価 | 記号の形         | 記号の名称 （ヘブライ語）                          | 備考                                                                                             |
| ----------- | ---------------- | -------------------------------------------------- | ------------------------------------------------------------------------------------------------ |
| [ɑ̆]         | [ ְ ] または [ ֳ ] | שְוָא（シュワー）または חֲטַף־קָמַץ（ハタフ・カマツ）    |                                                                                                  |
| [ă]         | [ ְ ] または [ ֲ ] | שְוָא（シュワー）または חֲטַף־פַּתָּח（ハタフ・パタフ）    |                                                                                                  |
| [ĕ]         | [ ְ ]             | שְוָא（シュワー）                                    |                                                                                                  |
| [ɛ̆]         | [ ְ ] または [ ֱ ] | שְוָא（シュワー）または חֲטַף־סֶגוֹל（ハタフ・セゴール） |                                                                                                  |
| [ĭ]         | [ ְ ]             | שְוָא（シュワー）                                    | この母音の表記に [ְִ] 「ハタフ・ヒリック」という記号が使用されている例があるが、非常にまれである。 |
| [ŏ]         | [ ְ ]             | שְוָא（シュワー）                                    |                                                                                                  |
| [ŭ]         | [ ְ ]             | שְוָא（シュワー）                                    |                                                                                                  |

- 注：『アレッポ写本』では、通常はただの「シュワー」で表記されるような場合でも、替わりに「誘拐された母音」が表記されている場合が見られる。これは、置かれた状況により、微妙に異なって発音される「シュワー」の音価をより正確に表現しようとしているのである。また「ハタフ・ヒリク」は、下に「ヒリック」が記された喉音の字母の直後の字母に使用されている例が5箇所、同写本中にある。

### シュワー
「ニクダー」の他の記号と異なり、「シュワー」は母音の長さを表す場合もあり、母音の性質（音価）を現す場合もある。母音の長さについては、「シュワー」は母音がないことを示す「シュワー・ナハ」（שווא נח, 「休みのシュワー＝無音シュワー」）である場合と、上述の短母音「誘拐された母音」や、たまに「完全母音」を表す「シュワー・ナア」（שווא נע, 「動くシュワー＝有音シュワー」）である場合がある。また母音の性質（音価）については、「シュワー」はティベリア式発音にある7種類の母音全てを表すことができる。
大抵の場合、「シュワー」が有音か無音かを、それだけで判別することはできず、聖書の朗読箇所の節回しの付け方により有音にも無音にもなる。例えば、"אֶקְרָא"「私は呼ぶ」という語において、『詩篇』第18章第4節は無音であるが、同第18章第7節は有音となっており、この2つは同一の単語である。このような場合、「シュワー」がどのように発音されるかは、その箇所に記された「タアメイ・ハミクラー」等の朗読の節回しを表す記号により判別されるのである。
しかし、このような「シュワー」の判別には常に適用される4つの鉄則も存在する。すなわち、
- 語頭のシュワー ＝ 有音
- 語末のシュワー ＝ 無音
- 強ダゲッシュ（後述）の付いた文字に付いたシュワー ＝ 有音
- シュワーが2つ連続した時 ＝ 1つ目が無音で2つ目が有音

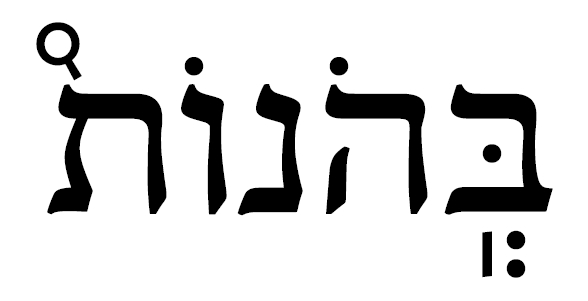
"ב" のヘブライ文字の下に付された「シュワー･ゲイヤー」の例（『士師記』第1章第7節より）

有音シュワーは通常「ハタフ・パタフ」（[ă]）の音価を表している。シュワーが喉音の子音の直前にある場合は、その喉音にある母音に対応する「誘拐された母音」の発音となる。例えば、מְאֹד「とても」という語は、א が喉音であるため、מ （[m]）の下のシュワーが א にある母音「ホラム」（[o]）に対応する「誘拐された母音」、「ハタフ・ホラム」になり、[mŏʔoð]と発音される。また、シュワーが「ヨッド」”י”の直前にある場合は、音価は [ĭ] となり、例えば בְּיוֹם「日中に」と言う語は、[bĭjom]のように発音される。
特殊な例には、「シュワー・ゲイヤー」（שווא-געיה, 「鳴くシュワー」）というもので、「ゲイヤー」という記号がシュワーの隣に付されると、そのシュワーの表す「誘拐された母音」が「完全母音」として発音される。例えば、בְּהֹנוֹת の "ב" の下にあるシュワーは、右図のように「ゲイヤー」（垂直の棒）により「シュワー・ゲイヤー」となり、[bohonoθ]と発音される。

## 子音
|          |          | 唇音       | 歯間音 | 歯音       | 歯音       | 硬口蓋音 | 軟口蓋音   | 口蓋垂音 | 咽頭音 | 声門音 |
| 通常音   | 強調音   | 唇音       | 歯間音 |            |            | 硬口蓋音 | 軟口蓋音   | 口蓋垂音 | 咽頭音 | 声門音 |
| -------- | -------- | ---------- | ------ | ---------- | ---------- | -------- | ---------- | -------- | ------ | ------ |
| 鼻音     | 鼻音     | m（מ ם）   |        | n（נ ן）   |            |          |            |          |        |        |
| 破裂音   | 無声     | p（“פּ ףּ”） |        | t（”תּ”）   | tˤ （ט）   |          | k（”כּ ךּ”） | q（ק）   |        | ʔ（א） |
| 破裂音   | 有声     | b（”בּ”）   |        | d（”דּ”）   |            |          | g（”גּ”）   |          |        |        |
| 摩擦音   | 無声     | f （פ ף）  | θ（ת） | s （ס, שׂ） | sˤ （צ ץ） | ʃ （שׁ）  | x（כ ך）   |          | ħ（ח） | h（ה） |
| 摩擦音   | 有声     | v （ב,ו）  | ð（ד） | z （ז）    |            |          | ɣ （ג）    |          | ʕ（ע） |        |
| ふるえ音 | ふるえ音 |            |        |            |            |          |            | ʀ（ר）   |        |        |
| 接近音   | 接近音   |            |        | l（ל）     |            | j （י）  |            |          |        |        |

- 注 1：左上に点のある「シン」 (שׂ) と「サメフ」(ס) の発音は同じ /s/ である。
- 注 2：文字 בגדכפ"ת はダゲッシュ（後述）が付く時の発音（破裂音）と付かない時の発音（摩擦音）が異なる。表中で文字に (" ") と記されているヘブライ文字は、ダゲッシュの付いた時の発音（破裂音）であることを示しており、区別される子音の種類は現代ヘブライ語より多い。

ティベリア式発音でのヘブライ語の子音の発音の、最も際立った特徴を以下に述べる。
- 「ヴァヴ」(ו) の発音は、強ダゲッシュのない「ベート」 (ב) と同じ /v/ （英語の /v/ の音）であり、半母音の /w/ （「ワ行」音）ではない。また、「ヴァヴ」が接続詞「そして」という語として使用されている時、פמ"ב の前では、（ウ）/ʔu/と発音される。
- 「レーシュ」(ר) には3種類の発音がある。実際の音価がどうであったかについては議論が分かれているが（上の表では /ʀ/ としている）、中世のヘブライ語文法書『読者への指南』（Horayath haQoré）には、その発音の区別の仕方が記されている。 
  - "通常の" レーシュは /ʀ/ （口蓋垂ふるえ音）である。例：אוֹר /ʔoːʀ/
  - "特殊な" レーシュは /ʀʀ/ である。これは、「ラメド」及び「ヌン」の前後、「レーシュ」に「シュワー」が母音として付いている時、そして「シュワー」が母音として付いている「ザイン」、「ダレット」、「左上に点のあるシン」、「サメフ」、「タヴ」、「テット」、「ツァディ」の後で現れる。例：יִשְׂרָאֵל /jisʀʀɔːˈʲeːl/, עָרְלָה /ʕɔʀʀˈlɔː/
  - もう一つの発音は、旧約聖書中に見られる、強ダゲッシュの付いた「レーシュ」で、これは「レーシュ」が長子音　/ʀː/　であることを表している（現代ヘブライ語では、「レーシュ」にダゲッシュは付かない）。例： הַרְּאִיתֶם /hɐʀːĭʔiːˈθɛːm/

### ダゲッシュ
ダゲッシュは、ヘブライ文字の中央に打たれる点である(ּ)。ティベリア式発音によるヘブライ語でのダゲッシュの用法は以下のとおりである。
- 弱ダゲッシュ（דָּגֵשׁ קַל,　dagesh lene）：ヘブライ文字の中で בג"ד כפ"ת に付いて、その文字の発音が摩擦音であるか（ダゲッシュがない場合）、破裂音であるか（ダゲッシュがある場合）の区別を表す。語頭か、無音シュワーの直後に現れる
例：בָּרָא,  （[bɑrɑʔ]）、מִדְבָּר （[midbɑr]）
- 強ダゲッシュ（דָּגֵשׁ חָזָק, dagesh forte）：強ダゲッシュの付いた文字は長子音（二重子音）となる。完全母音の付いた文字の後にのみ現れ、通常喉音を表す文字 אהחע"ר には付かない。
例：הַכְּלָבִים, （[hakkɛ̆lɑvim]）
- 接続のダゲッシュ（dagesh conjunctivum）：2つの単語が対となって語句を成し、語句の最初の語の最終音節が開いた音節（母音で終わる音節）で、且つ、2つ目の語の最初の音節がアクセントのある音節である場合、2つ目の語の最初の音節に時どきダゲッシュが打たれる。かつて、このダゲッシュには異なる2つの名称があり（דחיק「デヒーク」、אתי מרחיק「アテイ・メラヒーク」）、別個の記号と考えられていたが、今では2つの名称は同じ記号を指すと考えられている。このダゲッシュの音価がどのようなものかについて、意見は統一されていない。
例：שׂדֶה טּוֹב （[sɛ̆deː tˤov]）、חָלִלָה לְּךָ ([ħɑlilɑː lɛ̆xɑ]）

### その他の記号
- ラフェー（רפה)：文字の上に書かれる水平線。主に、ダゲッシュにより発音が変わる文字 בג"ד כפ"ת の上に付いて、その文字にダゲッシュがない（摩擦音）ことを表す。『アレッポ写本』には בג"ד כפ"ת 以外の文字に変則的に使用されている例が見られる。
例：שָׁרָבֿ（[ʃɑːˈʀɑːv]）
- マピク（מפיק）(ּ)：形はダゲッシュと同じ文字の中央に打たれる点であるが、手書きの写本では「ヒリック」のように文字の下に記されているものもある。専ら語末の文字「ヘー」(ה) が、母音補助記号ではなく、子音として発音されることを表す。
例：שֶׁלָּהּ（[ʃɛˈlːɑh]）
時どき「アレフ」(א) や「ヴァヴ」(ו) に付く場合もある。
例：תָּבִיאּוּ（[tɑːviːˈʔuː]）
- 文字「シン」(ש) のダイアクリティカルマーク：「シン」の左上か右上に付いて、子音の発音を区別する。左上に点が付いた場合は  (שׁ)、子音[ʃ] を表し、右上に付いたときは (שׂ)、子音[s] を表す。

## 今日のヘブライ語聖書編集
マソラ学者の時代が終わると、ティベリア式発音の記号はヘブライ語の写本の編集の際、時代と共に修正、省略され、正確な発音が次第に忘れられていった。ユダヤ人社会でティベリア式発音を正確に伝承するところはなくなり、ティベリア式発音記号は各地域における独自の発音方式で読まれるようになった。このような変化は、今日では一層顕著である。信頼できる古代の文書に基づいた古文書学用のものを除き、ヘブライ語聖書の最近の版では、単語の綴りの統一性を保つため、古い正書法や母音記号に多くの変更が加えられている。近年では、「シュワー・ナア」（有音シュワー）は、現代ヘブライ語や、セファルディム式、アシュケナジム式の発音で [e] と発音されている。